# Montpensier
Denna sida handlar om kommunen Monpeniser. För det gamla grevskapet, se Montpensier (grevskap).
Montpensier är en kommun i departementet Puy-de-Dôme i regionen Auvergne-Rhône-Alpes i centrala Frankrike. Kommunen ligger i kantonen Aigueperse som tillhör arrondissementet Riom. År 2022 hade Montpensier 467 invånare.

## Befolkningsutveckling
Antalet invånare i kommunen Montpensier
| Referens: INSEE |